# 아나톨리아 문명 박물관
아나톨리아 문명 박물관(튀르키예어: Anadolu Medeniyetleri Müzesi)은 튀르키예 앙카라에 위치한 박물관이다. 앙카라 성 입구에 위치해있다. 튀르키예의 초대 대통령인 무스타파 케말 아타튀르크의 지시로 건설됐으며, 주로 히타이트 문명에 관한 유물을 전시하고 있다. 박물관 내부에 기념품과 먹을거리를 살 수 있는 매점도 있다.

## 전시물
- 구석기 시대( ~ 기원전 8000년) : 박물관의 구석기 시대 유물은 주로 안탈리아의 카라인 동굴에서 발굴된 것이 전시되어 있다. 구석기 시대 사람들은 주로 수렵, 채집 활동을 했었고, 그 당시 사용된 석기와 뼈로 만든 도구들이 전시되어 있다. 석기는 세 개의 카테고리(전기 구석기, 중기 구석기, 후기 구석기)로 구성되어 있다.